# تركستان الشرقية

خريطة توضح مقاطعة سنجان ضمن جمهورية الصين الشعبية.

تركستان الشرقية، (بالأويغورية: شەرقىي تۈركىستان)‏ تُعرف أيضًا باسم إيغورستان، مصطلح يحمل العديد من المعاني المختلفة تِبعًا لاختلاف السياق السياسي والاستخدام. من ناحية تاريخية، في القرن التاسع عشر صكّ المؤرخون الروس الدارسون للثقافة التركية، مثل نيكيتا بيشورين، المصطلحَ بديلًا عن المصطلح الغربي تركستان الصينية، الذي كان يُشير إلى حوض تاريم الواقع في الجزء الجنوبي الغربي من مقاطعة سنجان خلال فترة حكم سلالة تشينغ. يُذكر أنّ السكان المحليين في المنطقة بكاملها أو في الصين لم يستخدموا مصطلح «تركستان» ذي الأصل الفارسي من القرون الوسطى أو إحدى اشتقاقاته، ومنذ عهد سلالة هان الحاكمة أطلقت الصين تسميتها الخاصة «الأقاليم الغربية» على تلك المنطقة المتداخلة، ومنذ القرن الثامن عشر، أُطلق اسم سنجان على الأجزاء التي سيطرت عليها الصين. أما تسمية الإيغور الخاصة لحوض تاريم هي «ألتي شهر»، والتي تعني «المُدن الستّ» بلغة الإيغور.
ابتداءً من القرن العشرين، راح الانفصاليون الإيغور ومناصروهم يستخدمون مصطلح تركستان الشرقية (أو إيغورستان) كتسميةٍ تدلّ على كامل مقاطعة سنجان، أو كاسمٍ للدولة المستقبلية المستقلّة في إقليم سنجان المعاصر الإيغوري ذي الحكم الذاتي (ومدينة أورومتشي عاصمة مفترضة لها). ويرفض الإيغور تسمية سانج (التي تعني «الحدود الجديدة» باللغة الصينية) بسبب وجهة النظر الصينية التي يعكسها الاسم، ويفضّلون تسمية تركستان الشرقية كونها تشدّد على ارتباطهم بالمجموعات الناطقة باللغة التركية غربًا. على كل حال، حتى في الكتابات ذات النزعة القومية، تُحافظ تسمية تركستان الشرقية على معناها القديم الضيّق جغرافيّاً. في الصين، يحمل المصطلح دلالات سلبية بسبب ارتباطه بالكولونيالية الأوروبية والاستخدام المعاصر مِن قبل الجماعات الانفصالية المسلحة في الإقليم. لهذه الأسباب تشجّع الحكومة الصينية على التخلي عن هذه التسمية.
تركستان الشرقية هي دولة عضو مؤسسة لمنظمة الأمم والشعوب غير الممثلة، والتي تأسست في العام 1991.

## الاستخدام المعاصر

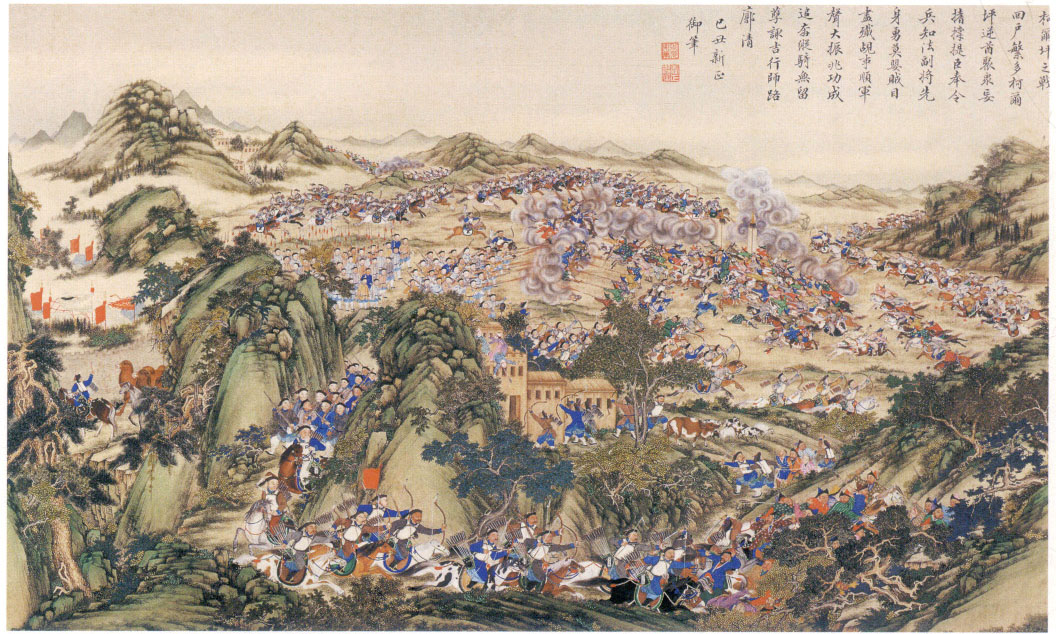
لوحة من عصر شين تصور حملة صينية ضد قوات سنجان (1828 م)

يرتبط مصطح تركستان الشرقية ارتباطًا متشعّبًا بالسياسة. بشكل عام، فجميع أسماء المناطق الجغرافية في وسط آسيا، لا تعكس صورةً دقيقةً عن التنوّع العرقي في المنطقة، بالرغم من أن حدودها وضمّها إلى مقاطعة سنجان ما تزال موضع نزاع مفتوح. وهكذا تظهر طبيعة الخلاف على تاريخ سنجان بين كلّ من الحكومة الصينية والانفصاليين الإيغور، فطالبو الاستقلال من الإيغور يرفضون التسمية الرسمية والشائعة للمقاطعة «سنجان ذاتية الحُكم» (مثلها مثل التسمية المقابلة لها في اللغة الإيغورية، شينيانج، وهي لفظ دخيل). بينما يحافظ مصطلح «تركستان الشرقية» ذو الأصل الروسي يحافظ على الارتباط بتركستان الغربية، أو دول وسط آسيا المستقلة حاليّاً والتي كانت جزءًا من الاتحاد السوفييتي السابق. ورغم ذلك، لا تقبل العديد من تلك الدول تسمية تركستان؛ فعلى سبيل المثال، يشعر شعب دولة طاجكستان الناطق باللغة الفارسية بالارتباط أكثر بإيران وأفغانستان. بالنسبة للانفصاليين الإيغور، فـ«تركستان الشرقية» لها نفس حدود مقاطعة سنجان، أو الدولة المستقلة التي يطمحون لتأسيسها في مقاطعة سنجان. يحاجج مناصرو استخدام مصطلح تركستان الشرقية أن الاسم «سنجان» يعكس الغطرسة الصينية، لأنه في حال النظر للاسم بحرفيّته في اللغة الصينية، فهو يعني «الأراضي الجديدة». دعى بعض الباحثون الصينيون إلى تغيير اسم الإقليم، أو إلى العودة لاستخدام الاسم القديم «تشيو» (الذي يعني الأقاليم الغربية)، متذرّعين بأن تسمية «سنجان» (الأراضي الجديدة) قد تُعطي الانطباع أن الإقليم مكتسبٌ حديثًا في الصين. من جهة أخرى، دافع باحثون صينيون آخرون عن الاسم، وذكروا أن مملكة تشينغ هي مَن استولى على مقاطعة سنجان وأطلقت عليها هذه التسمية.
في الاستخدام المعاصر بين الانفصاليين الإيغور، تسمية «إيغورستان» والتي تعني «بلاد الإيغور» هي مرادفٌ لمقاطعة سنجان أو ستكون اسم الدولة المحتملة في الإقليم، مثل تركستان الشرقية. ليس ثمة إجماع بين الانفصاليين فيما إذا يجب استخدام «تركستان الشرقية» أو «إيغورستان»؛ فمن ناحية تاريخية، لتسمية «تركستان الشرقية» مزية كونها اسم كيانين تاريخيين في المنطقة، بينما تتماشى تسمية «إيغورستان» مع الأفكار المعاصرة بخصوص حق تقرير المصير الإثني. تحمل إيغورستان كذلك تركيزًا مختلفًا كونها تستثني العديد من الشعوب في سنجان وليس فقط قوميّة الهان الصينية، ومع ذلك تبقى حركة «تركستان الشرقية» ظاهرةً إيغوريّة. على سبيل المثال، تستثني الحركة شعب الكازاخ وقومية الهوي المسلمة مثلهم مثل الإيغور الذين يقطنون في مناطق المقاطعات الشرقية في الصين. تتجلى مشاعر حركة الانفصال على أشدّها في مجموعات الإيغور في المهجَر، والذين يمارسون ما يُطلق عليه «الانفصال السيبراني»، مشجّعين على استخدام مصطلح «تركستان الشرقية» في مواقعهم على الإنترنت وفي كتاباتهم الأدبية. تاريخيّاً، كانت تسمية «إيغورستان» تُشير إلى منطقة الواحة الشمالية الشرقية «هامي-توربان». لم تعُد تُستخدم تسمية «تركستان الصينية» اليوم رغم كونها تاريخياً مرادفة لتركستان الشرقية؛ يرفضها الانفصاليون الإيغور لذكر «الصينية» فيها، وترفضها الصين لذكر «تركستان» فيها.
في الصين تدلّ جميع تسميات «تركستان الشرقية»، و«إيغورستان»، وحتى تسمية «تركستان»  وحدها، تدلّ على أثر الإمبريالية الغربية وجمهوريات تركستان الشرقية، والجماعات الانفصالية المسلّحة المعاصرة، مثل الحزب الإسلامي التركستاني. تعتبر الحكومة الصينية العنف الذي تتسبّب به الجماعات الانفصالية المختلفة، مثل الحزب الإسلامي التركستاني، ومنظمة تحرير تركستان الشرقية، على أنه قادمٌ من عناصر تركستان الشرقية. اعترضت البعثات الدبلوماسية الصينية على استخدام تسمية «تركستان الشرقية»، إذ تعتبر هذه التسمية ذات طابع سياسي ولم تعد صحيحة جغرافيّاً أو تاريخيّاً، وأن استخدامها يمثّل «استفزازًا» للسيادة الصين. تتعدّد التعريفات التاريخية لمصطلح «تركستان الشرقية» ومع ذلك تبقى غامضة، وهو الأمر الذي يُثبت أن المنطقة التي تُسمّى الآن سنجان لم تكن منطقةً واحدةً جغرافيّاً أو ديموغرافيّاً، بصرف النظر عن موقف الإدارة الصينية.

## انتهاكات حقوق الإنسان
تمارس الصين على إقليم تركستان الشرقية ذو الغالبية المسلمة انتهاكات حقوق إنسان، وتُتَّهم بمحاولة القضاء على الهوية الثقافية والدينية لمسلمي تركستان الشرقية، ووضع قيود صارمة على ممارسة الشعائر الدينية واللغة والعادات والتقاليد، وهدم المساجد والمواقع المقدسة، وكذلك الاعتقالات القسرية.

## تاريخ المصطلح

### المصطلحات المبكرة

العلم المقترح لتركستان الشرقية.

في الصين، كانت تسمية الأقاليم الغربية تُشير إلى المناطق الواقعة غرب ممرّ يومِن، وبشكل أكثر تحديدًا حوض باسين في سنجان التي خضعت لحُكم سلالة هان منذ العام 60 قبل الميلاد. منذ عهد سلالة هان، اضطرت الحكومات الصينية المتعاقبة للتعامل مع قضية الحركات الانفصالية وحركات التمرّد المحليّة التي خاضتها مختلف شعوب المنطقة. على أي حال، حتى عندما لم تكن منطقة سنجان خاضعةً للسيطرة السياسية الصينية، فقد نشأت بين سنجان والصين علاقات وثيقة ميّزتها عن الدول المستقلة الناطقة باللغة التركية في وسط آسيا. وحّد شعب الغوكتورك الشعوب الناطقة بالتركية وأسسوا إمبراطورية شاسعة، انقسمت فيما بعد إلى خاقانات متعددة؛ ورثت خاقانية توجو الغربية السيطرة على مقاطعة سانج، ولكنها أصبحت جزءًا من الصين في عهد سلالة تانغ حتى القرن التاسع الميلادي. على أي حال، فالتسميات التي أطلقت على توجو الغربية وتوجو الغربية ليس لها علاقة تُذكر بتسميات تركستان الغربية والشرقية. حدّد الجغرافيّون العرب «تركستان»  والتي تعني «أرض الترك» حدّدوها في القرنين التاسع والعاشر للميلاد على أنها المناطق الواقعة شمال شرق نهر سيحون. بالنسبة لهؤلاء الكتّاب العرب، كان الأتراك هم البدو الناطقون باللغة التركية وليس سكان الواحات المُقيمين من الناطقين باللغة الفارسية. وفقًا للموقف الرسمي الصيني، ونظرًا لموجات الهجرة المتتالية والاضطرابات السياسية التي تبِعت سقوط اتحاد الغوكتورك والغزو المغولي، فتسمية «تركستان» لم تعد تصلُح كوصف جغرافي، ولذا وجب التوقف عن استخدامها.
خلال القرن السادس الميلادي، أتمّت خانية جغتاي أسلمة وتتريك شعوب منطقة سنجان الغربية والمناطق المحيطة بها، المعروفة باسم مغولستان، في حين احتفظت مملكة سلالة مينغ الصينية بالسيطرة على المناطق الشرقية. بعد سقوط سلالة مينغ، أسست مجموعة مغولية غربية نظام حكم في «طارطاريا الصينية» كما كانت تُعرف أحيانًا، أو في شرق سنجان، وتوسّعت جنوبًا إلى القسم الجنوبي من مقاطعة سنجان. في العام 1755، هزمت مملكة تشينغ خانية زونغار واستولت على منطقتين في سنجان. كانت المنطقة الشمالية التي سكن فيها الزونغاريون تسمّى جونغاريا، في حين أن المناطق الجنوبية التي سيطر عليها الزونغاريون، كانت تُدعى هوتشانغ (والتي تعني باللغة الصينية، «أرض المسلمين»)، أو آلتي شهر. كان المصطلح «سنجان» وحتى تلك الفترة التاريخية يُشير إلى جميع الأراضي التي سيطرت عليها مملكة تشينغ حديثًا، ثم راح يتغيّر معناه في بلاط مملكة تشينغ ليُشير بشكلٍ حصريّ إلى جونغاريا وآلتي شهر سويّاً. في العام 1764، جعل الإمبراطور تشيان لونغ تسمية سنجان هذه اسمًا جغرافيّاً رسميّاً، وأصدر بذلك أمرًا إمبراطوريّاً يحدّد فيه سنجان «كمنطقة إدارية إقليمية». بعد أن قضى الجنرال تسو على تمرد دونجان في العام 1882، أُعيد تنظيم سنجان رسميّاً لتصبح مقاطعةً، وتمّت إشاعة الاسم سنجان في الوثائق المكتوبة، بدلًا عن الاسم التاريخي «تشيو».
في نفس الوقت الذي كان فيه الصينيّون يعملون على توطيد سيطرتهم في سنجان، كان المستكشفون البريطانيون والروس يستطلعون منطقة وسط آسيا، ويضعون الخرائط لها، ويصفونها خلال عملية التنافس على التوسّع الاستعماري التي كانت دائرة فيما بينهم. قدّم العديد من الباحثون الروس المؤثّرون تسمياتٍ جديدةً للمناطق التي استكشفوها، ومثال ذلك ما قام به المستكشف الروسي تيموفسكي في العام 1805 من إعادة إحياءٍ لمصطلح «تركستان» ليُشير به إلى آسيا الوسطى، و«تركستان الشرقية» للإشارة إلى حوض تاريم إلى الشرق من آسيا الوسطى في جنوب سنجان؛ أو ما قام به عالِم الصينيّات نيكيتا بيشرون في العام 1829 عندما اقترح استخدام مصطلح «تركستان الشرقية» بديلًا عن «تركستان الصينية» للإشارة إلى المنطقة الواقعة إلى الشرق من بخارى. فكّرت الإمبراطورية الروسية مليّاً في التوسّع في سنجان، والتي أطلقت عليها تسمية «بخارى الصغرى» بشكل غير رسمي. بين الأعوام 1851 و1881، احتلّت روسيا وادي إيلي في سنجان، وراحت تفاوض مملكة تشينغ بخصوص التبادل التجاري ومنحها حقوق الاستيطان للروس في المنطقة. بصرف النظر عن التسميات التي أطلقها الروس، لم يكن السكان الأصليون في آسيا الوسطى يستخدمون مصطلح «تركستان» للدلالة على مناطق سكناهم.
بعد سلسلة من ضم الأراضي في وسط آسيا، رسّخت روسيا مكتسباتها في منطقة غرب جبال بامير تحت اسم محافطة تركستان، أو «تركستان الروسية» في العام 1867. في هذا الوقت، بدأ الكتاب الغربيّون يميّزون بين تركستان الروسية وتركستان الصينية. رغم إقرار الأجانب بأن سنجان كانت حكومةً صينية، ووجود أسماء صينية للمنطقة، فقد فضّل بعض الرحّالة استخدام «الأسماء التي أبرزت السمات التركية، أو الإسلامية، أو الآسيوية الوسطى، أي السمات غير الصينية». أما بالنسبة للرحّالة البريطانيين والكتابات الإنجليزية في ذلك الوقت، فلم يكن ثمة إجماعٍ على تسمية واحدة لسنجان؛ واستُخدمت أكثر من تسمية لتُشير بشكل متبادل إلى نفس المعنى: تركستان الصينية، تركستان الشرقية، وسط آسيا الصينية، سيرينديا، وسنكيانغ. حتى القرن العشرين، اعتاد السكان الأصليون أن يستخدموا لمدنهم وواحاتهم أسماء تعكس «تصوّرًا ذاتيّاً لمناطقهم»، وكانت هذه الأسماء تتسع وتنكمش حسب الحاجة، مثل كاشغاريا من كاشغار لتعني سنجان الجنوبية الغربية. أشارت تسميات «آلت شهر» أو «المدن الستّ» مجتمعةً إلى ستّ مدنٍ غير محددة بدقّة في جنوب جبال تيان شان.

### بدايات القرن العشرين
في العام 1912، أطاحت ثورة جمهورية بحُكم سلالة تشينغ وأسست جمهورية الصين. مع فرار يوان داهوا آخر ملوك تشينغ من سنجان، تسلّم أحد معاونيه، يانغ زينغشين، مقاليد الحكم في المقاطعة وألحقها اسميّاً بجمهورية الصين في مارس من العام نفسه. في العام 1921، وضع الاتحاد السوفييتي تعريفًا رسميّاً للإيغور على أنهم شعوب مستقرة ناطقة باللغة التركية من تركستان الصينية، وذلك تبعًا لسياسة الاتحاد السوفييتي في بناء الدول في وسط آسيا. في بدايات الثلاثينيات من القرن العشرين، هبّت عبر أرجاء سنجان عدة حركات تمرّد ضد حكم خليفة يانغ، جين شورين، وعادةً ما كان قادتها من المسلمين الصينيّين. أصبحت «تركستان الشرقية»  لواءً ينضوي تحته الشعوب الناطقة باللغة التركية والتي تدين بالإسلام للثورة على السلطات الصينية. في 12 نوفمبر 1933، أعلن الانفصاليون الإيغور قيام جمهورية تركستان الشرقية من طرفٍ واحد، مصرّين على استخدام تسمية «تركستان الشرقية» للتأكيد على انفصالهم عن الصين وعلى توجّههم المعادي لها، ولكن الجمهورية الوليدة كانت قصيرة الأجل. منحت تجربة جمهورية تركستان الشرقية الحياةَ للمصطلح الجغرافي تركستان الشرقية، إلا أنها هُزمت سريعًا أمام أمير الحرب الصيني شينغ شيكاي الذي حكم سنجان لعقدٍ كامل بعد العام 1934 بدعمٍ وثيق من الاتحاد السوفييتي.
في نهاية المطاف على كل حال، استغل الاتحاد السوفييتي الانتقال الحاصل في السلطة من شينغ إلى مسؤولي الحزب القومي الصيني (الكومينتانغ) لإنشاء جمهورية دمية تحت اسم تركستان الشرقية الثانية (1944-1949)، في مقاطعة كازاخ ذات الحكم الذاتي وذلك لاستغلال ثرواتها المعدنية، وبرر هذه الحركة فيما بعد على أنها حركة تحرر وطنية ضد نظام الحزب القومي الصيني «الرجعي». نتيجةً لإجراءات البرامج والسياسات المعادية لشعب الهان الصيني وإقصاء «الوثنيين» أو «غير المسلمين» من الحكومة الانفصالية، مثّل قادة الحزب القومي الصيني المستقرين في أورومتشي مثّلوا جاذبيّةً ارتبطت بالتاريخ الصيني الطويل في المنطقة لتبرير سيطرتهم على سنجان. ردّاً على ذلك، أنتج المؤرخون السوفييت سجلات تأريخية تعديليّة لمساعدة جمهورية تركستان الشرقية على تبرير دعاويها بأحقية السيادة في الإقليم، كان منها عبارات على شاكلة «إن الإيغور هم أقدم شعب تركي» قدّم إسهاماتٍ في الحضارة البشرية. بشكلٍ تقليدي، فقد اعتبر الباحثون سنجان «وسطًا ثقافيّاً راكدًا» مقارنةً بدول وسط آسيا خلال العصر الذهبي للإسلام. تحت تأثير إعجابهم الشديد بالحكومة الانفصالية، نشر الدبلوماسيون الأمريكان والبريطانيون كتاباتهم الخاصة بتأريخ المنطقة. يستند القوميون الإيغور المعاصرون فيما ينشرونه من كتابات اليوم على التأريخ السوفييتي الذي كُتب خصيصًا خلال دعمه لجمهورية تركستان الشرقية.

## أواخر القرن العشرين
مع نهاية الحرب الأهلية الصينية في العام 1949، ونظرًا لحالة سنجان المقسّمة بين قوات الحزب القومي الصيني وانفصاليّي جمهورية تركستان الشرقية، أقنعت القيادة الشيوعية الصينية كِلا الحكومتَين بالاستسلام وقبول الانضواء تحت حكومة جمهورية الصين الشعبية، وفاوضتهم على تأسيس الحكومات الإقليمية الشيوعية في ينينج وديهوا. في 1 أكتوبر 1955، أطلق زعيم جمهورية الصين الشعبية، ماوتسي تونغ، على سنجان تسمية «منطقة الإيغور ذاتية الحكم»، الأمر الذي أدى إلى خلق هوية إيغورية مرتبطة بالمنطقة المعنيّة حلّت محلّ الهويات الإيغورية التقليدية المحليّة أو القائمة على مناطق سكنهم. رغم أن الاتحاد السوفييتي في البداية سعى لحظر المنشورات التاريخية التي أنجزتها برامج الدراسات دعمًا لرواية الإيغور التاريخية، فقد أحيا برنامج دراسات الإيغور بعد الخلاف السوفييتي- الصيني في الستينيات من القرن العشرين كجزء من حربه الأيديولوجية ضد الصين. أُشهِر مصطلح «تركستان الشرقية» في الأعمال الأكاديمية، ولكن على نحوٍ غير متّسق، فقد استُخدم مصطلح «تركستان الشرقية» للإشارة إلى منطقة ضمن سنجان تقع جنوب جبال تيان شان، مطابِقة لمنطقة حوض تريام؛ في حين أن المناطق الواقعة شمال جبال تريام كانت تُسمى جونغاريا أو زونغاريا.
خلال النزاع الصيني-السوفييتي، حاجج المؤرخ الإيغوري تورسون رحيموف لصالح الحزب الشيوعي في الاتحاد السوفييتي في كتابه المعنون «مصير الشعوب غير الصينية في جمهورية الصين الشعبية» في العام 1981، حاجج أن «كلّاً مِن تركستان الشرقية وجونغاريا تعرّضتا للغزو الصيني وغُيّر اسمُهما على إثره إلى سنجان». من حين لآخر استخدم رحيموف مصطلحيّ تركستان الشرقية وجنغاريا بشكل متبادل. في الوقت ذاته، وخلال الثورة الثقافية الصينية وكجزء من الحملات الدعائية الثورية ضد القوميّات المحليّة، ربطت الحكومة بين مصطلح تركستان الشرقية والنزعة الانفصالية لدى الإيغور و«العناصر الأجنبية المعادية»، وحظرت استخدامه. يذكر المؤرخ القومي الإيغوري تورغون ألماس في كتابه «الإيغور» أن الروايات التاريخية التي يستند إليها القوميون الإيغور كان السوفييت قد حشدوها لتدعيم مواقفهم التاريخية «على أساس متين» في الأعمال السوفييتية للدراسات التركية، وأنها كانت متأثرة تأثرًا شديدًا بانحيازات المؤرخين السوفييت الذين كتبوا بعضها جزئيّاً. فرّخ التأريخ السوفييتي إصدارات التاريخ الإيغوري الموجودة في كتاب الإيغور. زعم المؤرخ ألماس أن وسط آسيا كانت «موطن الإيغور الأصلي» وأنها كانت «المهد التاريخي الذهبي للحضارة العالمية». أدت الاتجاهات العالمية الناجمة عن تفكّك الاتحاد السوفييتي في تسعينيات القرن العشرين، وصعود الإسلاموية عالميّاً، والميول القومية التركية، أدت إلى إحياء المشاعر الانفصالية في سنجان وسببت موجةً من العنف السياسي الذي شهد مقتل 162 شخصًا بين الأعوام 1990 و2001. في العام 2001 بعد هجمات الحادي عشر من سبتمبر، رفعت حكومة الصين الحظر عن استخدام الإعلام الرسمي لمصطلح «إيغورستان» أو «تركستان الشرقية»، وذلك في إطار انفتاحها على العالم بخصوص العنف السياسي في سنجان وفي نداء للمجتمع الدولي للمساعدة في ردع إرهابيي تركستان الشرقية.
في 29 فبراير 2017، أعلنت حكومة مقاطعة جيرا في ولاية خوتان، بسنجان الصينية أنها ستدفع مكافأة مالية لكل مَن يبلّغ عن أولئك الذين يضعون شعار النجمة والهلال على ملابسهم أو أشيائهم الشخصية، أو مَن توجد كلمات «تركستان الشرقية» على حافظات هواتفهم، أو حقائبهم، أو مجوهراتهم.